# Ann Wedgeworth
Ann Wedgeworth (Abilene, 21 gennaio 1934 – New York, 16 novembre 2017) è stata un'attrice statunitense attiva in teatro, cinema e televisione.

## Biografia
Ann Wedgeworth nacque ad Abilene in Texas.
Durante gli studi alla Highland Park High School presso la University Park fu compagna di scuola di Jayne Mansfield. Dopo essersi laureata nel 1957 lasciò il Texas e si trasferì a New York dove, dopo varie audizioni, venne ammessa all'Actors Studio.

## Carriera
La Wedgeworth apparve inizialmente in ruoli cinematografici di secondo piano, tra cui quelli di Frenchy ne Lo spaventapasseri (1973) e di Katie in Batte il tamburo lentamente (1973), rispettivamente accanto a Al Pacino e Robert De Niro.
Vincitrice nel 1978 del Tony Award alla miglior attrice non protagonista in uno spettacolo grazie alla commedia teatrale Capitolo secondo di Neil Simon, recitò anche nella soap opera Destini (1967-1970) e nelle serie televisive Tre cuori in affitto (1979) e Evening Shade (1990-1994).
Durante tutti gli anni ottanta la Wedgworth interpretò ulteriori ruoli, spesso di madri, per il grande schermo, come nei film Una cotta importante (1984) e Sweet Dreams (1985), in cui era la genitrice rispettivamente di Jon Cryer e di Patsy Cline.
Nel terzo millennio fu nel cast di The Hawk Is Dying, con Paul Giamatti, che aprì il Sundance Film Festival del 2006.

## Vita privata
In prime nozze sposò il collega Rip Torn, da cui ebbe una figlia. Divorziò e in seguito contrasse un altro matrimonio, che si concluse come il primo dopo la nascita di una seconda figlia.

## Filmografia

### Cinema
- Andy, regia di Richard C. Sarafian (1965)
- Lo spaventapasseri (Scarecrow), regia di Jerry Schatzberg (1973)
- Batte il tamburo lentamente (Bang the Drum Slowly), regia di John D. Hancock (1973)
- Kit e l'omicida (Lohngelder für Pittsville), regia di Krzysztof Zanussi (1974)
- Legge e disordine (Law and Disorder), regia di Ivan Passer (1974)
- La libellula non deve volare (Dragonfly), regia di Gilbert Cates (1976)
- Birch Interval, regia di Delbert Mann (1976)
- Thieves, regia di John Berry e, non accreditato, Alfred Viola (1977)
- Citizens Band, regia di Jonathan Demme (1977)
- Soggy Bottom, U.S.A., regia di Theodore J. Flicker (1981)
- Una cotta importante (No Small Affair), regia di Jerry Schatzberg (1984)
- Ritorno alla quarta dimensione (My Science Project), regia di Jonathan R. Betuel (1985)
- Sweet Dreams, regia di Karel Reisz (1985)
- Club di uomini (The Men's Club), regia di Peter Medak (1986)
- Tigre reale (A Tiger's Tale), regia di Peter Douglas (1987)
- Accadde in paradiso (Made in Heaven), regia di Alan Rudolph (1987)
- Far North, estremo Nord (Far North), regia di Sam Shepard (1988)
- Regina senza corona (Miss Firecracker), regia di Thomas Schlamme (1989)
- Fiori d'acciaio (Steel Magnolias), regia di Herbert Ross (1989)
- Green Card - Matrimonio di convenienza (Green Card), regia di Peter Weir (1990)
- Un marito di troppo (Hard Promises), regia di Martin Davidson (1991)
- Love e una .45 (Love and a .45), regia di C.M. Talkington (1994)
- Il mondo intero (The Whole Wide World), regia di Dan Ireland (1996)
- The Hunter's Moon, video, regia di Richard Weinman (1999)
- The Hawk Is Dying, regia di Julian Goldberger (2006)

### Televisione
- Ai confini della notte (The Edge of Night) - serie TV (1956)
- Kraft Television Theatre - serie TV, 1 episodio (1957)
- Startime - serie TV, 1 episodio (1959)
- Destini (Another World) - serie TV (1964)
- La parola alla difesa (The Defenders) - serie TV, 1 episodio (1964)
- Hawk l'indiano (Hawk) – serie TV, episodio 1x05 (1966)
- Una vita da vivere (One Life to Live) - serie TV (1968)
- Somerset - serie TV, 1 episodio (1970)
- Bronk - serie TV, 1 episodio (1975)
- Guerra in famiglia (The War Between the Tates) - film TV (1977)
- Tre cuori in affitto (Three's Company) - serie TV, 13 episodi, in 4 dei quali solo accreditata (1979)
- Bogie - film TV (1980)
- Ore 17 - Quando suona la sirena (When the Whistle Blows) - serie TV, 1 episodio (1980)
- Elvis and the Beauty Queen - film TV (1981)
- Chi ha ucciso Joy Morgan (Killjoy) - film TV (1981)
- Trapper John (Trapper John, M.D.) - serie TV, 1 episodio (1982)
- Lo zio d'America (Filthy Rich) - serie TV, 15 episodi (1982-1983)
- Right to Kill? - film TV (1985)
- Sylvan in Paradise - film TV (1986)
- Ai confini della realtà (The Twilight Zone) – serie TV, episodio 2x07 (1986)
- A Stranger Waits - film TV (1987)
- Un giustiziere a New York (The Equalizer) - serie TV, 1 episodio (1987)
- Pappa e ciccia (Roseanne) - serie TV, 1 episodio (1989)
- Cooperstown - film TV (1993)
- Harlan & Merleen - film TV (1993)
- Evening Shade - serie TV, 98 episodi (1990-1994)
- L'amore travolgente di Margaret Mitchell (A Burning Passion: The Margaret Mitchell Story) - film TV (1994)
- Il coraggio di Nancy (Fight for Justice: The Nancy Conn Story) - film TV (1995)

## Doppiatrici italiane
- Vittoria Febbi in Accadde in paradiso
- Maria Pia Di Meo in Tre cuori in affitto
- Graziella Polesinanti in L'amore travolgente di Margaret Mitchell